# Ukrainian Women's Union
Ukrainian Women's Union är en ukrainsk kvinnorättsorganisation, grundad 1917. 

## Historik
Föreningen grundades under en kvinnokongress i Lviv i Galicien 21 februari 1917. Målet med "Union of Ukrainian Women" var aktiveringen av kvinnor, höja deras utbildnings- och ekonomiska nivå (särskilt yrkeserfarenhet inom hemekonomi), offentlig hygien, socialt arbete, deltagande i världens kvinnorörelse, etc. 
Den organisatoriska kärnan i Union of Ukrainian Women var 14 grenar och 11 cirklar av Women's Community, en lokal sällskapsklubb för ukrainska kvinnor. I början av augusti 1919 träffades kvinnor från Dnipro-regionen och Halychyna på initiativ av Blanka Baran, Ivanna Odryna och Maria Strutynska i Kamianets-Podilskyi och tillkännagav grundandet av "Union of Ukrainian Women", som inkluderade kvinnor från alla delar av Ukraina. 1921 hölls en grundande kongress i Lviv, där det fanns 312 delegater från olika kvinnoorganisationer i Galicien, Volyn, Bukovyna och från utlandet. Stadgan för "Union of Ukrainian Women" antogs på kongressen.  
Den 9 maj 1933 antog Union of Ukrainian Women en resolution som fördömde Holodomor.
Galicien tillföll Polen efter första världskriget, vilket innebar att organisationen kunde fortsätta verka: Östra Ukraina tillföll Sovjetunionen och där genomfördes istället jämlikhet genom den kommunistiska partiapparatens lokala Zjenotdel. Hösten 1939 likviderades Union of Ukrainian Women av de sovjetiska myndigheterna sedan Galicien hade inlemmats i sovjetiska Ukraina.
Föreningen återuppstod 1991.   